# Сара Зеттел
Сара Зеттел (англ. Sarah Zettel; нар. 14 грудня 1966, Сакраменто) — американська письменниця у жанрі наукової фантастики та фентезі.

## Біографія
Народилася 14 грудня 1966 року в Сакраменто, Каліфорнія, США. Дочка Леонарда Зеттела (інженер і програміст) та Гейл Біверс (вчителька та соціальна працівниця). Отримала ступінь бакалавра з комунікацій у Мічиганському університеті.Працювала технічною письменницею та спеціалізувалася на інструкціях програмних систем.
Дебютувала 1988 року, опублікувавши розповідь «Дідусь Дженкінс грає на костях» (англ. Grandaddy Jenkins Plays the Bones). 1996 року світ побачив перший науково-фантастичний роман письменниці під назвою «Відновлення» (англ. Reclamation), що розповідає про деградоване суспільство з строгою кастовою системою. 1997 року цей твір приніс авторці премію «Локус» у категорії «Найкращий роман».
2009 рому вийшов ще один відомий роман — «Злі ангели» (англ. Bitter Angels), який Зеттел написала під псевдонімом С. Л. Андерсон. 2010 року твір став лауреатом Премії Філіпа Кіндреда Діка за найкращий оригінальний роман.
Під псевдонімом Мерісса Дей пише паранормальні любовні романи, а з 2016 року використовує псевдонім Делія Джеймс, яким підписує твори для дітей.
Одружена з Тімоті Смітом, з яким має сина Александра. Живе в Іпсіланті, Мічиган.

## Нагороди та визнання
- 1992 — номінація на премію «АнЛаб» (Аналог) за оповідання «Керований місячним світлом» (англ. Driven by Moonlight)
- 1997 — лауреатка премії «Локус» за роман «Відновлення» (англ. Reclamation)
- 1997 — номінація на премію «Локус» у категорії «Найкраще оповідання» за розповідь «Під тиском» (англ. Under Pressure)
- 1997 — номінація на премію Філіпа Кіндреда Діка за роман «Відновлення» (англ. Reclamation)
- 1998 — номінація на премію «Локус» у категорії «Найкращий науково-фантастичний роман» за твір «Війна дурнів» (англ. Fool's War)
- 1999 — номінація на премію Джеймса Тіптрі-молодшого за роман «Зображуюючи Бога» (англ. Playing God)
- 2009 — номінація на премію «Кружний шлях» у категорії «Найкращий твір малої прози» за «Наполегливість душ» (англ. The Persistence of Souls)
- 2010 — лауреатка премії Філіпа Кіндреда Діка за роман «Злі ангели» (англ. Bitter Angels)